# 鬼丸かおる
鬼丸 かおる（おにまる かおる、1949年2月7日 - ）は、日本の弁護士。史上5人目の女性最高裁判所判事を務めた。東京都出身。

## 略歴
- 1961年 - 東京教育大学附属小学校（現・筑波大学附属小学校）卒業[2]
- 1964年 - 東京教育大学附属中学校（現・筑波大学附属中学校）卒業[2]
- 1967年 - 東京教育大学附属高等学校（現・筑波大学附属高等学校）卒業[2]
- 1973年 - 東京大学法学部（私法・公法コース）卒業[2]
- 1975年 - 司法修習修了（27期）

裁判官希望であったが、司法修習中に出産を経験したことから裁判官任官を断られ、弁護士の道に進んだ。山梨県弁護士会に弁護士登録し、弁護士事務所に勤務しながら甲府市のインハウスローヤーとして採用され市から事件を受任した。1978年、東京弁護士会に登録替え。司法研修所民事弁護教官、日本女性法律家協会副会長、厚生労働省中央最低賃金審議会委員、同省労働保険審査会審査員、内閣府国民生活審議会委員などを歴任。
2013年2月6日、最高裁判所判事に就任。2012年12月26日に定年退官した須藤正彦の後任である。高橋久子、横尾和子、桜井龍子、岡部喜代子に続く史上5人目の女性の最高裁判所判事である。彼女の就任により、2013年2月6日から現職の最高裁判所裁判官15名中3名が女性になり、史上初めて最高裁判所の全ての小法廷に女性の判事が各1名ずつ所属する体制になった。
2014年12月14日、最高裁判所裁判官国民審査において、罷免を可とする票4,678,087票、罷免を可とする率9.21%で信任。
2019年2月6日に退官した。
2019年6月26日LIXIL取締役に就任。
2020年4月旭日大綬章受章。

## 担当審理
- 煙石博の窃盗事件 - 銀行の記帳台にあった封筒の中の現金を盗んだとされる事件。「重大な事実誤認」があったとして、一審、二審の有罪判決を破棄し、無罪判決を言い渡した[10]。証拠として使われた防犯カメラの画像で、被告が封筒に触れた映像が無く、「破棄しなければ著しく正義に反する」とした。最高裁で自ら判決をするのは余り例が無い[10]。

## 著書
- 『女性のための法律Q&A 若い女性のトラブル解決』村千鶴子共著 新日本法規出版 1999
- 『成年後見の法律相談』赤沼康弘共編著 学陽書房 2005
- 『離婚給付算定事例集 養育費・財産分与・慰謝料』宇田川濱江,白井典子,中村順子共編 新日本法規出版 2010
- 『内縁・事実婚をめぐる法律実務』曽田多賀,紙子達子共編著 新日本法規出版 2013